# 山科慎次郎

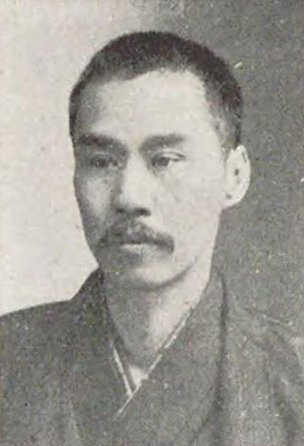
山科慎次郎

山科 慎次郎（やましな しんじろう、慶応2年11月23日（1866年12月29日） - 昭和10年（1935年）5月5日）は、日本の衆議院議員。弁護士。

## 経歴
備後国御調郡三原（現在の広島県三原市）出身。1893年（明治26年）、東京法学院（現在の中央大学）を卒業した。1894年（明治27年）、弁護士試験に合格し、翌年から尾道市に事務所を開いた。1901年（明治34年）より尾道市会議員に選ばれ、1913年（大正2年）には議長に就任した。その他、尾道商業会議所特別議員を務めた。
1920年（大正9年）、第14回衆議院議員総選挙に出馬し、当選を果たした。